# Dialetto slesiano di Niemodlin
Il dialetto di Niemodlin (slesiano: ńymodliński djalekt) è un dialetto della lingua slesiana, parlata nell'area del confine di Piechocice, Stara jamka, Kuźnica Ligocka, Sowin, Narok e Niewodniki (in Polonia). Il dialetto era parlato nella città di Niemodlin e nei suoi dintorni, ma è da considerarsi ormai estinto.

## Esempio
(Sowin)